# Savara amisa
Savara amisa är en fjärilsart som beskrevs av Swinhoe 1906. Savara amisa ingår i släktet Savara och familjen nattflyn. Inga underarter finns listade.